# Miguel Ángel Castiella
Miguel Ángel Castiella Metola (1921-1963) fue un periodista español.

## Biografía
Nacido en la localidad riojana de Haro en 1921, realizó estudios de derecho en la Universidad de Zaragoza. Durante la Segunda Guerra Mundial se alistó en la División Azul, combatiendo en el Frente Oriental. Falangista de la primera hora, fue un destacado miembro del Sindicato Español Universitario (SEU) en Zaragoza. Activo colaborador con el Teatro Español Universitario, llegó a formar parte del «Teatro de Acción Social» junto a otros como José María del Quinto o Alfonso Sastre. En su etapa juvenil fue autor de cuentos, poemas y libros de viajes. Corresponsal en Zaragoza de la revista falangista La Hora, editada en Madrid, con el tiempo llegaría a ser director de la misma. También colaboró con la Revista Española,  así como con la revista Proa del SEU zaragozano. Posteriormente se dedicó al periodismo, desarrollando su carrera en periódicos del «Movimiento» como Amanecer, El Telegrama del Rif, Jaén, La Gaceta Regional o Solidaridad Nacional.